# Onthophagus macedonicus
Onthophagus macedonicus là một loài bọ cánh cứng trong họ Bọ hung (Scarabaeidae).